# Спаська сільська рада (Коломийський район)
| Спаська сільська рада — орган місцевого самоврядування у Коломийському районі Івано-Франківської області з адміністративним центром у с. Спас. Івано-Франківська обласна Рада рішенням від 21 лютого 1995 року передала Спаську сільраду з Косівського району до складу Коломийського району. Сільській раді підпорядковані населені пункти: - с. Спас |

## Склад ради
Рада складається з 20 депутатів та голови.

### Керівний склад ради
| ПІБ                         | Основні відомості                                            | Дата обрання | Дата звільнення |
| --------------------------- | ------------------------------------------------------------ | ------------ | --------------- |
| Гоянюк Олександра Йосипівна | Сільський голова, 1964 року народження, освіта, позапартійна | 26.03.2006   | 31.10.2010      |

Примітка: таблиця складена за даними джерела